# Sexy follie
Sexy follie è un film del 1963 diretto da Roberto Bianchi Montero.